# Aeroportul Tengchong Tuofeng
Aeroportul Tengchong Tuofeng (IATA: TCZ, ICAO: ZPTC) este un aeroport din Yunnan, Republica Populară Chineză ce deservește zona Tengchong City⁠(d). Aeroportul a fost tranzitat în 2022 de 449.774 de pasageri. A fost deschis în aprilie 2009.
Aeroportul dispune de o singură pistă.